# Kraljeva palača, Bukarešta
Kraljeva palača (romunsko Palatul Regal) v Bukarešti, Palača republike (romunsko Palatul Republicii) med letoma 1948 in 1990, je zgodovinska zgradba v glavnem mestu Romunije. Vse do leta 1947, ko je odstopil kralj Mihael I. in se je začel komunizem, je bila uradna rezidenca romunskih kraljev. Od leta 1948 je v palači Narodni muzej umetnosti Romunije. Nekdanja romunska kraljeva družina zdaj uporablja Elizabetino palačo kot uradno rezidenco v Bukarešti.
Palača je največja in najpomembnejša kraljeva rezidenca v državi s simboličnimi uradnimi prostori, kot so prestolna dvorana, jedilnica in veličastno stopnišče. Konjeniški kip prvega romunskega kralja Karla I. stoji na velikem trgu pred njo, znan kot Palačni trg (romunsko Piața Palatului), vendar so ga po romunski revoluciji leta 1989 preimenovali v Trg revolucije.

## Zgodovina

### Kraljeva palača – Golescujev dvorec (1812–1937)
Med letoma 1812 in 1815 je bil na mestu današnje kraljeve palače zgrajen Golescujev dvorec . Pripadal je bojarju Dinicuju Golescuju, visokemu aristokratu. Hiša je bila zgrajena v neoklasicističnem slogu in je imela 25 sob, precej velika hiša za Bukarešto v tisti dobi. Leta 1837 je dvorec postal uradna rezidenca vlaškega kneza Aleksandra II. Gike. Od 1859 do 1866 je bil prvi knez (domnitor je bil uradni naslov vladarja Romunije med 1862 in 1881) Aleksander Ioan Cuza voditelj Združenih kneževin Vlaške in Moldavije. Dvorec je bil njegova uradna rezidenca.
Februarja 1866 je Cuzo s prestola odstranila politična koalicija liberalcev in konzervativcev in povabila nemškega princa Karla Hohenzollerna-Sigmaringena (ki bo vladal kot Karel I.) za domnitorja države, takrat uradno znane kot Romunija. 10. maja 1866 je princ Karel prvič prispel v Bukarešto, aristokrati pa so mu ponudili Golescujev dvorec kot državno rezidenco.  Med svojim vladanjem je kralj Karel povečal in izboljšal dvorec, ki ni bil dovolj velik, niti ni imel ustreznih prostorov z zahtevano veličastnostjo za uradne kraljeve naloge. Po neodvisnosti, ki so si jo pridobili po rusko-turški vojni, je bila Romunija leta 1881 razglašena za kraljevino, dvorec pa postal kraljeva palača.
Leta 1926 je požar uničil glavno stavbo stare kraljeve palače. Kraljeva družina je tedaj kot uradno rezidenco v Bukarešti uporabljala palačo Cotroceni (zgradil jo je kralj Karel I. kot bivališče mladega para Ferdinanda in Marije, ko je bil kronski knez). Ker je bila potrebna popolna prenova, so bili med obsežno rekonstrukcijo, izvedeno v letih 1936 in 1937, porušeni ostanki stare palače. 

### Nova kraljeva palača (1937–47)
Nova kraljeva palača, kakršna je danes, je bila postavljena v letih 1936 in 1937 pod neposrednim nadzorom kraljice Marije in njenega sina kralja Karla II. Arhitekt je bil Nicolae Nenciulescu. Med drugo svetovno vojno je bila načrtovana popolna obnova palače, da bi ji dali sijaj kraljeve palače, vendar ta arhitekturni projekt ni bil uresničen.
Do 24. avgusta 1944 je stala za kraljevo palačo vila, imenovana Casa Nouă (Nova hiša). Danes je v njej koncertna dvorana Sala Palatului. Kraljeva družina je v njej dejansko živela, ker so bili v novi kraljevi palači predvsem uradni, veliki prostori. Med Novo hišo in palačo je bila steza, na kateri so se srečevali obiskovalci. V vili so 23. avgusta 1944 popoldan med državnim udarom odvzeli prostost maršalu Ionu Antonescuju. Državni udar je vodil kralj Mihael in zrušil pronacistični režim Antonescuja, tako da se je Romunija pridružila zaveznicam. Naslednji bombni napad, ki ga je izvedla nemška Luftwaffe, je popolnoma uničil Novo hišo in resno prizadel kraljevo palačo.
Po 24. avgustu 1944 je kraljeva palača zaradi nemškega bombardiranja postala neprimerna, palača Cotroceni pa še vedno ni bila obnovljena po katastrofalnem potresu 10. novembra 1940, zato je romunska kraljeva družina pogrešala uporabno rezidenco v Bukarešti. Kralj Mihael je prosil svojo teto, romunsko princeso Elizabeto, nekdanjo kraljevo ženo v Grčiji, naj dovoli uporabo svoje vile v parku Herăstrău (danes Elizabetina palača). Vse do leta 1947 je bila rezidenca kraljeve družine. Tega leta pa je bil Mihael prisiljen odstopiti in oditi v izgnanstvo. Ponovno so jo začeli uporabljati po letu 1997, ko so družini vrnili nekdanjo lastnino.
Leta 1945 je bila prestolna dvorana v kraljevi palači popravljena v naglici, da je gostila slovesnost ob odlikovanju kralja Mihaela I., ki so mu ga podelili Sovjeti. 19. julija 1945 so nagradili  kralja z redom zmage, svojim najvišjim vojaškim odlikovanjem, za zasluge v državnem udaru leta 1944. Iz istega razloga je kralja z legijo za zasluge odlikoval ameriški predsednik Harry S. Truman leto kasneje.

### Kraljeva palača v komunističnem režimu (1947–89)
V romunski komunistični dobi je kraljeva palača postala Narodni muzej umetnosti Romunije.
Prestolna dvorana v palači je bila preimenovana v Sala Consiliului de Stat (Dvorana državnega sveta), ki so jo uporabljali naslednji voditelji Romunije za različne politične dogodke. V tem času so bili odstranjeni vsi simboli, ki so spominjali na monarhijo, kot sta bila prestol, velik kraljevski grb na stenah in drugo. 
Leta 1965 je bila dvorana državnega sveta uporabljena ob slovesu, ko je umrl Gheorghe Gheorghiu-Dej.

### Kraljeva palača po romunski revoluciji 1989
Po antikomunistični revoluciji leta 1989 je Romunija ostala pod republikanskim režimom, nekdanja kraljeva palača pa je še naprej gostila Narodni muzej umetnosti. Med dogodki decembra 1989 z nasilnimi oboroženimi spopadi na ulicah je bila palača spet resno poškodovana in zažgana. Umetniška dela so bila ogrožena. Glavne dvorane v kraljevi palači so po spremembi režima obnovili z najobsežnejšimi restavratorskimi deli, končanimi leta 2013, in si jih je zdaj mogoče ogledati. 
Nekdanji kralj Mihael in njegova žena Ana sta smela prvič obiskati državo aprila 1992. Dvodnevni obisk je bil zgodovinski dogodek, monarhistični tisk pa je trdil, da je več kot milijon ljudi pozdravilo kralja na ulicah. Romunske postkomunistične oblasti so zavrnile naslednji obisk. Leta 1997 je novoustanovljena vlada, ki jo je vodil Victor Ciorbea, odpravila komunistični odlok, ki je prepovedal kralju romunsko državljanstvo, kar mu je omogočilo, da je dobil vrnjene dokumente in se trajno preselil v državo. Avgusta 2016 je bila v prestolni dvorani postavljena krsta Ane, žene kralja Mihaela I., pred pokopom v kraju Curtea de Argeș.

## Galerija
- Prestolna dvorana po letu 1989
- Detajl stropa v prestolni dvorani
- Vstop na vojvodsko stopnišče